# Модерна филозофија
Модерна филозофија је филозофија развијена у модерном добу. Није специфична школа (не треба је мешати са модернизмом), мада постоје сличности, што помаже да се разликује од раније филозофије. Отприлике 17. и почетак 20. века означавају почетак и крај модерне филозофије.

## Модерна западна филозофија

### Ренесансна филозофија
Ренесансни хуманизам истицао је вредност људских бића и супротставио се догми и схоластици.
Ренесансни филозофи:
- Ђовани Пико дела Мирандола
- Никола Кузански
- Ђордано Бруно
- Галилео Галилеј
- Николо Макијавели
- Мишел де Монтењ
- Франсиско Суарез

### Рационализам
Модерна филозофија традиционално започиње Реном Декартом и његовим „Мислим, дакле постојим".
Открива да ce може сумњати у готово све: реалност физичких објеката, Бога, своја сећања, историју, науку, чак и математику, али не може ce сумњати у ствари.
Рационалистички филозофи:
- Кристијан Вулф
- Рене Декарт
- Барух Спиноза
- Готфрид Вилхелм Лајбниц

### Емпиризам
Емпиризам је теорија сазнања која се супротставља другим теоријама, као што су рационализам, идеализам и историцизам. Емпиризам тврди да знање долази (само или првенствено) чулним искуством, за разлику од рационализма, који тврди да то знање долази из мишљења. И емпиризам и рационализам су индивидуалистичке теорије знања, док је историцизам социјална епистемологија.
Емпиричари:
- Џон Лок
- Џорџ Беркли
- Дејвид Хјум
- Франсис Бејкон

### Политичка филозофија
Политичка филозофија проучава темe као што су политика, слобода, правда, имовина, права, закон и примена законског кодекса од стране власти: шта су они, зашто су (или чак ако су) потребни, шта, ако ништа друго, чини владу легитимном, која права и слободе треба да штити и зашто, какав облик треба да има и зашто, какав је закон и које дужности грађани дугују легитимној влади.
Политички филозофи:
Велика Британија
- Томас Хобс
- Џон Лок
- Џон Стјуарт Мил
- Џереми Бентам

Француска
- Монтескје
- Жан Жак Русо
- Волтер

Италија
- Чезаре Бекарија
- Ђанбатиста Вико
- Ђузепе Мацини

Немачка
- Карл Маркc
- Фридрих Енгелс

### Идеализам
Идеализам се односи на групу филозофијe која тврди да је стварност онаква какву је ми знамо, у основи конструкцијe ума или на неки други начин нематеријална.
Идеалистички филозофи:
- Имануел Кант
- Јохан Готлиб Фихте
- Фридрих фон Шелинг
- Георг Вилхелм Фридрих Хегел
- Артур Шопенхауер

### Егзистенцијализам
Егзистенцијализам се генерално сматра филозофским и културним покретом чије полазиште филозофског мишљења мора бити појединац и искуства појединца. Eгзистенцијалисти сматрају да морално и научно мишљење заједно нису довољни за разумевање људског постојања, потребан је даљи скуп категорија, вођен нормом аутентичности.
Егзистенцијални филозофи:
- Серен Киркегор
- Фридрих Ниче
- Жан Пол Сартр
- Симон де Бовоар
- Карл Јасперс
- Габријел Марсел
- Мартин Хајдегер

### Феноменологија
Феноменологија је проучавање структуре искуства. То је широки филозофски покрет који је у раним годинама 20. века основао Едмунд Хусерл, а проширили његови следбеници нa Универзитету у Гетингену и Минхену у Немачкој. Филозофија се затим проширила на Француску и Сједињене Државе.
Феноменолошки филозофи:
- Едмунд Хусерл
- Мартин Хајдегер
- Морис Мерло-Понти
- Макс Фердинанд Шелер

### Прагматизам
Прагматизам је филозофска традиција усредсређена на повезивање праксе и теорије. Описује процес где се теорија одваја од праксе и опет спаја са њом како би формирала интелигентну праксу. Важне позиције карактеристичне за прагматизам укључују инструментализам, радикални емпиризам, верификационизам, концептуализам и фалибилизам.
Прагматистички филозофи:
- Чарлс Сандерс Перс
- Вилијам Џејмс
- Џон Дјуи

### Аналитичка филозофија
Аналитичка филозофија доминирала је у земљама које говоре енглески језик у 20. веку. У Сједињеним Државама, Великој Британији, Канади, Скандинавији, Аустралији и Новом Зеланду, велика већина универзитетских филозофских одељења идентификује себе као ,,аналитичкa" одељења. Израз се генерално односи на широку филозофску традицију коју карактерише јасноћa и аргументацијa (често се постиже модерном математичком логиком и анализом језика) и поштовањем природних наука.
Аналитички филозофи:
- Рудолф Карнап
- Готлоб Фреге
- Џорџ Едвард Мур
- Бертранд Расел
- Лудвиг Витгенштајн

## Модерна азијска филозофија
У модерном периоду појавили су се различити филозофски покрети, у Азији, укључујући:
- Нови конфуцијанизам
- Маоизам
- Будистички модернизам
- Кјото школа